# 紅米Note 4X
紅米Note 4X（又稱：紅米Note 4X標配版、紅米Note 4X超值版、紅米Note 4X高配版）是小米科技於2017年1月19日推出的千元手机。紅米Note 4X搭载了高通驍龍625處理器、5.5英寸1080P显示屏、3GB／4GB記憶體、16GB／32GB儲存空間、Android 6.0.1（MIUI 8）；紅米Note 4X中國高配版則採用聯發科技曦力X20處理器、5.5英寸屏幕、4GB記憶體、64GB儲存空間、运行Android 6.0.1系统（出厂内置MIUI 8稳定版系统）。

## 外部連結
- （简体中文）紅米Note 4X中國大陸 （页面存档备份，存于）
- （繁體中文）紅米Note 4X台灣 （页面存档备份，存于）
- （繁體中文）紅米Note 4X香港 （页面存档备份，存于）
- （简体中文）紅米Note 4X初音未來限量套裝 （页面存档备份，存于）